# 新巴796A線
新巴796A線是香港一條已取消的新巴將軍澳九龍專線，往返調景嶺地鐵站及牛頭角地鐵站。

## 歷史
本線開辦初期，為彩明苑及維景灣畔的居民提供地鐵接駁服務，客量隨人口增長而上升。其時，新巴為旗下六條將軍澳路線設計車身宣傳廣告，本線廣告底色以青綠色為主，加上一頭身上長了彈弓的黃牛，寓意乘搭本線能夠直達牛頭角。
當地鐵將軍澳綫通車和觀塘綫延伸至調景嶺站，客量應聲下跌，角色被迅即轉換，轉乘鐵路的居民甚少。由於區內另一條性質相近的796S線遇到相同的問題，故兩線於2005年進行合併，而當時796S線與多條新巴將軍澳路線提供轉乘優惠，為免修改八達通程式，合併後的路線仍為796S，796S改為經調景嶺前往將軍澳。

## 年表
- 1999年11月30日：運輸署助理署長宣布，新巴得到包括本線在內的八條將軍澳九龍專線的經營權。
- 2001年4月10日：本線投入服務，彩明苑往返牛頭角站（循環線）。
- 2001年9月3日：不再駛經唐德街。
- 2002年8月11日：將軍澳總站搬往調景嶺站公共運輸交匯處
- 2005年6月13日：本線取消，併入796S線。

## 行車路線
| 調景嶺站開           | 調景嶺站開   | 調景嶺站開             |
| 序號                 | 車站名稱     | 位置                   |
| -------------------- | ------------ | ---------------------- |
| 1                    | 調景嶺站     | 調景嶺站公共運輸交匯處 |
| 2                    | 彩明苑彩貴閣 | 彩明街                 |
| 將軍澳隧道、將軍澳道 |              |                        |
| 3                    | 創紀之城     | 觀塘道                 |
| 4                    | 牛頭角站     | 觀塘道                 |
| 5                    | 觀塘市中心   | 觀塘道                 |
| 6                    | 觀塘警署     | 將軍澳道               |
| 將軍澳隧道           |              |                        |
| 7                    | 彩明苑彩富閣 | 景嶺路                 |
| 8                    | 彩明苑彩貴閣 | 彩明街                 |
| 9                    | 調景嶺站     | 調景嶺站公共運輸交匯處 |

## 連結
- 681巴士總站 （页面存档备份，存于）